# Valentín García Gómez
Valentín García Gómez (La Zarza, 28 de febrero de 1963) es un político español del PSOE.

## Trayectoria política
Nació en La Zarza, en el seno de una familia de jornaleros, y está vinculado a Almendralejo desde su juventud. Estudió magisterio, obteniendo posteriormente plaza como maestro en Oliva de Mérida, Lobón y posteriormente Almendralejo. Vinculado al sindicalismo, se afilió a CCOO y postiormente a IU, siendo concejal del Ayuntamiento de La Zarza en la legislatura de 1987 a 1991. Ese mismo año ocupó interinamente la secretaría general de CCOO de Extremadura, siendo elegido para el puesto de forma efectiva en 1992, y siendo reelegido dos veces más hasta su retirada en 2004. Tras abandonar la dirección del sindicato, se acercó al PSOE, concurriendo a las elecciones autonómicas de Extremadua bajo sus listas por la provincia de Badajoz, siendo elegido diputado en la Asamblea de Extremadura. Durante la legislatura 2007-2011 desempeñó el cargo de portavoz de infraestructuras del PSOE en la cámara autonómica. Reelegido diputado en 2011, el paso del PSOE a la oposición motiva su nombramiento como portavoz del grupo parlamentario socialista en la Asamblea de Extremadura, cargo que desempeña en la actualidad.

## Cargos desempeñados
- Concejal en el Ayuntamiento de La Zarza. (1987-1991)
- Secretario general de CCOO de Extremadura. (1991-2004)
- Diputado por la provincia de Badajoz en la Asamblea de Extremadura. (Desde 2007)
- Portavoz del Grupo Socialista en la Asamblea de Extremadura. (Desde 2011)